# Conseil privé (colonies françaises)
Pour les articles homonymes, voir Conseil privé.
Dans certaines colonies françaises du Second empire colonial, il existait un conseil privé chargé d'assister le gouverneur. Les premiers créés avaient un double rôle, administratif et contentieux ; après 1945, les nouveaux conseils privés avaient un rôle uniquement consultatif. Les ordonnances des années 1820 confèrent déjà aux conseils privés exerçant un rôle de juridiction administrative le nom de conseil du contentieux administratif. Ce nom est repris par le décret du 5 août 1881 pour la Martinique, la Guadeloupe et La Réunion, dont les dispositions sont étendues aux autres colonies par le décret du 7 septembre 1881. Ce nom est alors resté en usage jusqu'à la constitution des tribunaux administratifs. 

## Histoire
Le conseil privé a d'abord été institué à La Réunion (alors appelée Île Bourbon) par l'ordonnance du 21 août 1825. Il a été créé ensuite à la Guadeloupe et dépendances ainsi qu'à la Martinique par l'ordonnance du 9 février 1827, puis en Guyane par celle du 27 août 1828. Un conseil privé est créé au Sénégal en 1830, qui subsiste jusqu'en 1957. 
En Guadeloupe, Guyane, Martinique et à La Réunion, la départementalisation fait disparaître les conseils privés : ils sont remplacés par des conseils de préfecture pour la fonction contentieuse, et disparaissent, perdant leur fonction consultative, par le décret du 1er novembre 1947. 
En même temps, le décret du 22 décembre 1946 porte création de conseils privés en Afrique-Occidentale française (AOF), sauf au Sénégal qui en avait déjà un. Un autre décret de la même date crée un conseil privé à Saint-Pierre-et-Miquelon. Ces derniers n'ont qu'un rôle consultatif. 
Les conseils privés de l'AOF et de l'AEF sont, dans l'esprit de la loi-cadre Defferre, supprimés en 1957 et remplacés par des conseils de gouvernement, peu de temps avant l'indépendance de ces territoires. 
L'évolution de ces territoires vers l'indépendance ou vers un autre statut au sein de la République française ont entraîné la disparition des différents conseils privés. L'article 21 de la loi no 2007-224 du 21 février 2007 supprime les dernières références aux conseils privés. 

## Composition
La composition du conseil privé diffère d'une colonie à l'autre, et peut varier en fonction du rôle de conseil, mais des traits généraux se dégagent. Présidé par le gouverneur ou l'administrateur supérieur, il comprend d'autres hauts fonctionnaires de la colonie et des conseillers coloniaux choisis par le gouverneur parmi les notables de la colonie. Lorsque le conseil siège au contentieux, il s'adjoint deux magistrats de l'ordre judiciaire. 
Ainsi, le conseil privé de la Guadeloupe selon l'ordonnance du 9 février 1828 comprend le gouverneur, président, le commandant militaire, l'ordonnateur, le directeur général de l'intérieur, le procureur général et trois conseillers coloniaux. Le contrôleur colonial peut être invité devant la formation administrative et exerce le ministère public dans le domaine du contentieux. Pour le contentieux, il s'ajoute deux magistrats. Le secrétaire-archiviste de la colonie assure le rôle de secrétaire et de greffier. 
Au Sénégal, après le gouverneur, font partie du conseil le chef du service administratif, le chef du service judiciaire, l'inspecteur colonial et deux habitants notables, plus deux magistrats pour le contentieux administratif. 
Dans les colonies disposant d'un conseil général, deux de ses membres se joignent à lui pour examiner les questions de budget, d'intérêts généraux de la colonie et de projets d'ordonnance. 
Les conseillers privés nommés sont choisis parmi les rares Européens habitant sur place, et ce sont souvent des personnes résidant longtemps sur place, majoritairement des « négociants ».

## Attributions
Les fonctions des conseils privés, à la fois consultatives et contentieuses, rappellent celles des conseils de préfecture en métropole. 

### Attributions consultatives
La consultation du conseil privé par le gouverneur est, selon les sujets, obligatoire ou facultative. Mais dans les deux cas, le gouverneur peut passer outre un avis négatif du conseil privé. Dès lors que le conseil privé a été consulté, la décision est dite « prise par le gouverneur en conseil ». 
En Guadeloupe, la consultation du conseil était obligatoire avant toute décision sur la francisation des navires, les dépenses à charge de la Métropole, le budget de la colonie, les travaux publics, l'approvisionnement, les impôts et douanes, l'approbation des budgets et des comptes des communes, l'affranchissement des esclaves (jusqu'au décret d'abolition de l'esclavage du 27 avril 1848), l'autorisation des sociétés anonymes, l'exportation des grains, les acquisitions et échanges d'immeubles pour le compte de la colonie ou de l'État, l'ouverture d'écoles ou de collèges, les dispenses de mariage, les legs pieux jusqu'à la somme de 1 000 francs (les legs d'un montant supérieur devant être approuvés par le ministre des colonies), les quarantaines, l'exécution ou le sursis à exécution des peines, l'autorisation de poursuivre des fonctionnaires, le paiement provisoire des pensions et demi-solde (le paiement définitif supposant une ordonnance royale), les règlements d'administration et de police, enfin la préparation de la législation coloniale. 
Dans les faits, le rôle du conseil privé est limité : il entérinent presque systématiquement les propositions du gouverneur.

### Attributions contentieuses
Les attributions contentieuses des conseils privés étaient semblables à celles des conseils de préfecture et portaient principalement sur la domanialité publique, notamment la zone des cinquante pas géométriques, les travaux publics et les marchés publics, ainsi que les conflits d'attribution. 
Jusqu'à la suppression de l'esclavage, les conseils privés connaissaient aussi des contestations portant sur l'état, libre ou servile, d'une personne. 
Les décisions du conseil privé sur ces différentes matières pouvaient faire l'objet d'un pourvoi en cassation devant le Conseil d'État. 
Jusqu'en 1881, les conseils privés connaissaient aussi, en appel, des jugements des tribunaux de première instance pour toutes les contraventions aux lois prohibant la traite négrière, et aux infractions en matière de commerce avec l'étranger et de douanes. C'était là une exception aux règles de compétence, l'appel des autres jugements des tribunaux de première instance en matière pénale étant dévolu à la cour d'appel. 